# Malirekus iroquois
Malirekus iroquois is een steenvlieg uit de familie Perlodidae. De wetenschappelijke naam van de soort is voor het eerst geldig gepubliceerd in 1988 door Stark & Szczytko.